# Malá Čalomija
Malá Čalomija (in ungherese Kiscsalomja) è un comune della Slovacchia facente parte del distretto di Veľký Krtíš, nella regione di Banská Bystrica.